# Rembold-Stiftung
Die Rembold-Stiftung (satzungsgemäße Bezeichnung: Dr. Jürgen Rembold Stiftung zur Förderung des bürgerschaftlichen Engagements) ist eine rechtsfähige Stiftung des bürgerlichen Rechts mit Sitz in Rösrath. Sie wurde 2011 von Jürgen Rembold gegründet und verfolgt ausschließlich und unmittelbar gemeinnützige Zwecke im Sinne des Abschnitts Steuerbegünstigte Zwecke der Abgabenordnung.

## Aufgabenfelder
Die Stiftung hat sich als vorrangiges Ziel gesetzt, Hilfe zur Selbsthilfe zu leisten. Dabei fördert sie sowohl regional als auch überregional gemeinnützige Projekte und Initiativen, die sich am Gemeinwohl orientieren. Hierzu gehören folgende Aufgabenbereiche:
- Bildung und Erziehung,
- Jugend- und Seniorenhilfe,
- Kunst und Kultur,
- Umwelt- und Naturschutz,
- Verständigung zwischen Menschen unterschiedlicher Völker und Kulturen,
- Wissenschaft und Forschung,
- demokratisches Staatswesen,
- bürgerschaftliches Engagement zugunsten der vorgenannten Bereiche.

Das Fördergebiet umfasst schwerpunktmäßig den Rheinisch-Bergischen Kreis, den Oberbergischen Kreis, die Stadt Köln und den Rhein-Sieg-Kreis. Darüber hinaus veranstaltet die Stiftung bundesweit Projektwettbewerbe.

## Organisation
Das Leitungsteam der Stiftung besteht aus folgenden Personen:
- Jürgen Rembold (Vorstandsvorsitzender),
- Tanja Siebert (Vorstand),
- Heike Kuhnen (Assistentin des Vorstandes),
- Petra Stoll-Hennen (Pressereferentin),
- Doris Richter (Social Media Redakteurin),

sowie drei weitere Mitarbeitende.

## Kooperationspartner
Die Rembold-Stiftung kooperiert mit zahlreichen regionalen und überregionalen Institutionen, darunter:
- Bundesarbeitsgemeinschaft der Freiwilligenagenturen
- Children for a better World
- Das macht Schule
- Freudenberg Stiftung
- Initiative Bürgerstiftungen
- Der Kinderschutzbund
- Polizei NRW Rheinisch-Bergischer Kreis
- Landschaftsverband Rheinland
- Stiftung Rechnen[4]

## Stifter
Der Stifter Jürgen Rembold wurde am 25. April 1951 in Köln geboren. Nach seinem Studium an der Universität zu Köln erwarb er dort den Abschluss als Diplom-Mathematiker wirtschaftswissenschaftlicher Richtung. 1976 promovierte er zum Dr. rer. pol. und schloss 1978 eine zweite Promotion zum Dr. rer. nat. ab. Nach seinem Berufsleben gründete er 2011 die gemeinnützige Dr. Jürgen Rembold Stiftung zur Förderung des bürgerschaftlichen Engagements. Er hat sich zum Ziel gesetzt, schrittweise den größten Teil seines Vermögens in die Stiftung einzubringen.
Jürgen Rembold wurde 2024 zum Ehrenbürger seiner Heimatstadt Rösrath ernannt.